# Медвежатники
Не следует путать с Медвежатники (фильм, 1998)
«Медвежатники» (англ. Breaking In) — американский фильм режиссёра Билла Форсайта, выпущенный в 1989 году.

## Сюжет
Эрни, взломщик сейфов со стажем («медвежатник»), хочет уже уйти на покой, но передав перед этим свои опыт и знания парню по имени Майк. Не всё идёт гладко у них, в том числе и первый «профессиональный» опыт юноши. Но Эрни не сдаётся, постоянно натаскивает своего молодого напарника, а их отношения крепнут день ото дня, готовясь к по-настоящему рискованным делам.

## В ролях
- Бёрт Рейнольдс — Эрни Муллинс
- Шейла Келли — Кэрри / Фонтейн
- Кейси Семашко — Майк Лафебб
- Лоррейн Туссен — Дельфина
- Альберт Салми — Джонни Скот
- Мори Чайкин — Винсент Туччи
- Стивен Тоболовски — районный прокурор
- Гарри Кэри-мл. — Шуз, игрок в покер